# Angolo ottuso

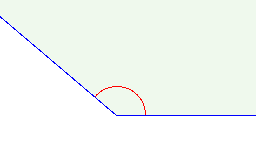
Un angolo ottuso.

L'angolo ottuso è un angolo maggiore di 90 gradi, ovvero maggiore dell'angolo retto, e minore di 180 gradi, ovvero minore di un angolo piatto.
Sebbene alcuni ritengano che l'angolo ottuso sia ogni angolo maggiore di 90 gradi, la definizione di angolo ottuso è limitata agli angoli convessi e va quindi enunciata come sopra.
Il seno di un angolo ottuso può assumere ogni valore tra 0 e 1, il coseno tra −1 e 0.

## Particolarità
- In un triangolo può essere presente al più uno e un solo angolo ottuso.
- La bisettrice di un angolo ottuso forma sempre due angoli acuti.
- Un angolo ottuso ammette sempre due angoli adiacenti.